# Station Earlswood (West Midlands)
Earlswood (West Midlands) is een spoorwegstation van National Rail in Earlswood, Solihull in Engeland. Het station is eigendom van Network Rail en wordt beheerd door West Midland Trains. Het station is geopend in 1908 onder de naam Earlswood Lakes. Het werd op 6 mei 1974 hernoemd naar Earlswood.